# Nia Long
Nia Talita Long (Brooklyn, New York, 1970. október 30., amerikai színésznő. Számos elismerést kapott, köztük három NAACP Image-díjat és egy Black Reel-díjat.
Long leginkább a Boyz n the Hood (1991), a Love Jones – A szerelem ereje (1997), A mama főztje (1997), a Holtunkiglan (1999), és annak folytatása Buli holtunkiglan (2013), a Gagyi mami (2000), és annak folytatása, a Gagyi mami 2. (2006) című filmekben játszott szerepeiről ismert.
Televíziós sorozatokban is játszott: Beullah „Lisa” Wilkes szerepét játszotta a Kaliforniába jöttem című sitcomban (1991-1995), valamint Sasha Monroe-t a Harmadik műszak című krimisorozatban (2003-2005).

## Fiatalkora
A New York-i Brooklynban született Talita Long (Gillman) tanár és grafikus, valamint Doughtry Long középiskolai tanár és költő gyermekeként. Édesanyja trinidadi és grenadiai származású. Van egy idősebb féltestvére, a Sommore néven ismert színésznő és komikus.
Kétéves volt, amikor szülei elváltak. Elkísérte édesanyját, amikor az iowai Iowa Citybe költözött, hogy képzőművészetet tanuljon. Édesanyja Dél-Los Angelesbe költözött, amikor Long hétéves volt, mert ott akart férjhez menni. Ő és vőlegénye lemondták az esküvőt, de Talita úgy döntött, hogy Los Angelesben marad. Long apja ekkor a New Jersey állambeli Trentonban lakott.
A Playa Del Rey-i Paseo Del Rey Általános Iskolába járt 3. osztálytól 6. osztályig, majd a kaliforniai Inglewoodban lévő St. Mary's Academy tanulója volt. Az egyetemi órák mellett balettozni, szteppelni tanult, valamint jazzt, tornázni, gitározni és színjátszást is tanult. A Los Angeles-i Westchester High Schoolban végzett 1989-ben.

## Magánélete
Longnak van egy 2000-ben született fia a korábbi kapcsolatából. 2010 óta él párkapcsolatban a Boston Celtics vezetőedzőjével, Ime Udokával. Van egy fiuk, aki 2011-ben született. A pár 2015-ben jegyezte el egymást, azonban Long kijelentette, hogy nem tervezi a házasságot.
Motivációs előadóként a barbadosi Sterling Gyermekotthonnak szenteli a szabadidejét.

### Televízió

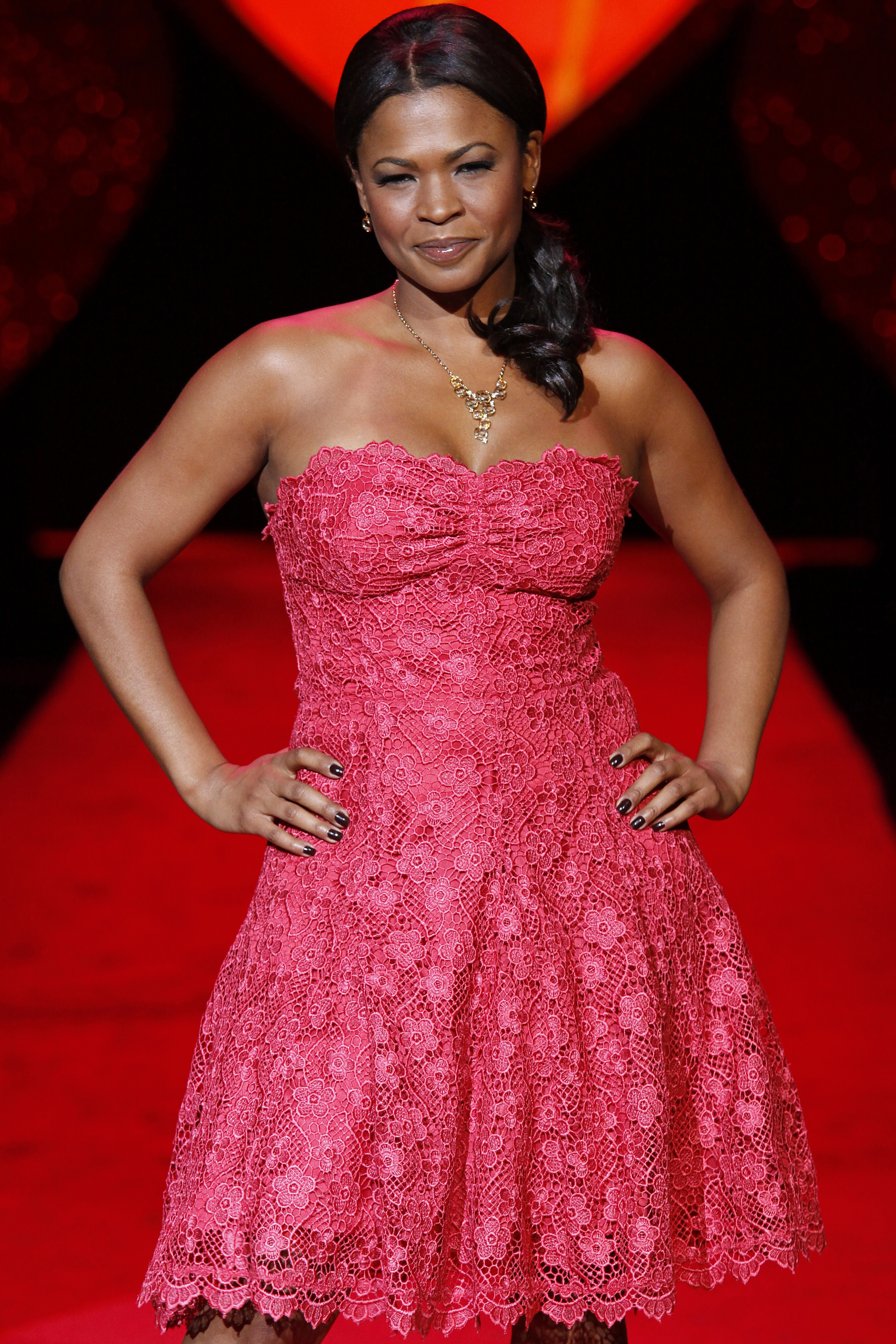
2009-ben

## Filmográfia

### Film
| Év   | Magyar cím                    | Eredeti cím                               | Szerep                   | Magyar hang        |
| ---- | ----------------------------- | ----------------------------------------- | ------------------------ | ------------------ |
| 1990 | Bosszú a sírból               | Buried Alive                              | Fingers                  |                    |
| 1991 | Fekete vidék                  | Boyz n the Hood                           | Brandi                   |                    |
| 1993 | Made in America               | Made in America                           | Zora Mathews             | Somlai Edina       |
| 1995 | Végre péntek                  | Friday                                    | Debbie                   | Kisfalvi Krisztina |
| 1997 | Love Jones – A szerelem ereje | Love Jones                                | Nina Mosley              |                    |
| 1997 | SzexTett                      | Hav Plenty                                | Trudy                    |                    |
| 1997 | A mama főztje                 | Soul Food                                 | Robyn „Bird” Joseph      |                    |
| 1998 | Halálra szerződve             | Butter                                    | Carmen Jones             |                    |
| 1998 |                               | Black Jaq                                 | Jaqueline „Jaq” Blackman |                    |
| 1999 | A bűn mélyén                  | In Too Deep                               | Myra                     |                    |
| 1999 | Holtunkiglan                  | The Best Man                              | Jordan Armstrong         | Náray Erika        |
| 1999 | Stigmata                      | Stigmata                                  | Donna Chadway            | Kéri Kitty         |
| 1999 | Botcsinálta túsz              | Held Up                                   | Rae                      | Oroszlán Szonja    |
| 1999 |                               | The Secret Laughter of Women              | Nimi Da Silva            |                    |
| 2000 | Barátságpróba                 | The Broken Hearts Club: A Romantic Comedy | Leslie                   | Csere Ágnes        |
| 2000 | Brókerarcok                   | Boiler Room                               | Abbie Halpert            | Kéri Kitty         |
| 2000 | Gagyi mami                    | Big Momma's House                         | Sherry Pierce            | Timkó Eszter       |
| 2002 |                               | Sightings: Heartland Ghost                | Lou                      |                    |
| 2003 |                               | BAADASSSSS!                               | Sandra                   |                    |
| 2004 |                               | The N-Word (dokumentumfilm)               | önmaga                   |                    |
| 2004 | Alfie                         | Alfie                                     | Lonette                  | Zsigmond Tamara    |
| 2005 | Tor-túra                      | Are We There Yet?                         | Suzanne Kingston         | Timkó Eszter       |
| 2006 | Gagyi mami 2.                 | Big Momma's House 2                       | Sherry Pierce-Turner     | Timkó Eszter       |
| 2007 | Megérzés                      | Premonition                               | Annie                    | Kéri Kitty         |
| 2007 | Tor-túra 2.                   | Are We Done Yet?                          | Suzanne Persons          | Timkó Eszter       |
| 2008 | Gospel Hill                   | Gospel Hill                               | Yvonne Palmer            |                    |
| 2009 |                               | Good Hair (dokumentumfilm)                | önmaga                   |                    |
| 2010 |                               | Mooz-lum                                  | Safiyah                  |                    |
| 2010 |                               | Boston's Finest                           | Taylor Sanchez           |                    |
| 2013 | Buli holtunkiglan             | The Best Man Holiday                      | Jordan Armstrong         | Timkó Eszter       |
| 2014 | Facér mamik klubja            | The Single Moms Club                      | May Miller               |                    |
| 2016 | Keanu: Macskaland             | Keanu                                     | Hannah                   | Mezei Kitty        |
| 2017 |                               | Roxanne Roxanne                           | Peggy                    |                    |
| 2017 |                               | Lemon                                     | Cleo                     |                    |
| 2018 |                               | The Goldbergs: 1990-Something             | Lucy Somers              |                    |
| 2019 | 47 méter mélyen 2.            | 47 Meters Down: Uncaged                   | Jennifer                 |                    |
| 2020 | A pénzember                   | The Banker                                | Eunice Garrett           |                    |
| 2020 | Halálos viszony               | Fatal Affair                              | Ellie Warren             |                    |
| 2020 | Egy év az élet                | Life in a Year                            | Catherine                |                    |
| 2022 | Nézz mindkét irányba!         | Look Both Ways                            | Lucy Galloway            | Kocsis Mariann     |
| 2023 | A magadfélék                  | You People                                | Fatima Mohammed          | Timkó Eszter       |
| 2023 | Eltűnt                        | Missing                                   | Grace                    | Németh Borbála     |

### Videóklipek
| Év   | Előadó                         | Dal                      | Megjegyzés      |
| ---- | ------------------------------ | ------------------------ | --------------- |
| 1995 | Dr. Dre                        | Keep Their Heads Ringin' | táncos          |
| 2002 | Ashanti                        | Baby                     |                 |
| 2005 | Kanye West feat. Lupe Fiasco   | Touch the Sky            |                 |
| 2015 | Snoop Dogg feat. Stevie Wonder | California Roll          | nő a színházban |

## Fordítás
- Ez a szócikk részben vagy egészben  a   Nia Long című angol Wikipédia-szócikk ezen változatának fordításán alapul.  Az eredeti cikk szerkesztőit annak laptörténete sorolja fel. Ez a jelzés csupán a megfogalmazás eredetét és a szerzői jogokat jelzi, nem szolgál a cikkben szereplő információk forrásmegjelöléseként.